# 圣母广场 (巴伦西亚)
圣母广场（西班牙语：Plaza de la Virgen）是西班牙巴伦西亚的一个广场，位于城市的中心地带，是古罗马广场的继承者。广场周围有三座城市的标志性建筑：巴伦西亚主教座堂、无助者之圣母圣殿和巴伦西亚自治区政府宫（Palacio de la Generalidad Valenciana）。

## 位置和描述

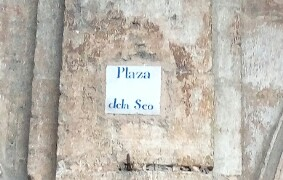

圣母广场位于 Ciutat Vella 区的拉塞乌街区（barrio de La Seu）。 广场为不规则的四边形，完全是步行区。其东侧为无助者之圣母圣殿，西侧为巴伦西亚自治区政府宫，北侧为私人住宅，南侧为巴伦西亚主教座堂和所谓更衣室（Casa Vestuario），巴伦西亚水法庭（Tribunal de las Aguas）的成员在主教座堂的宗徒门（Puerta de los Apóstoles）前聚集。更衣室的正立面是一块纪念牌匾，纪念1982年12月8日教宗若望保禄二世到访广场。

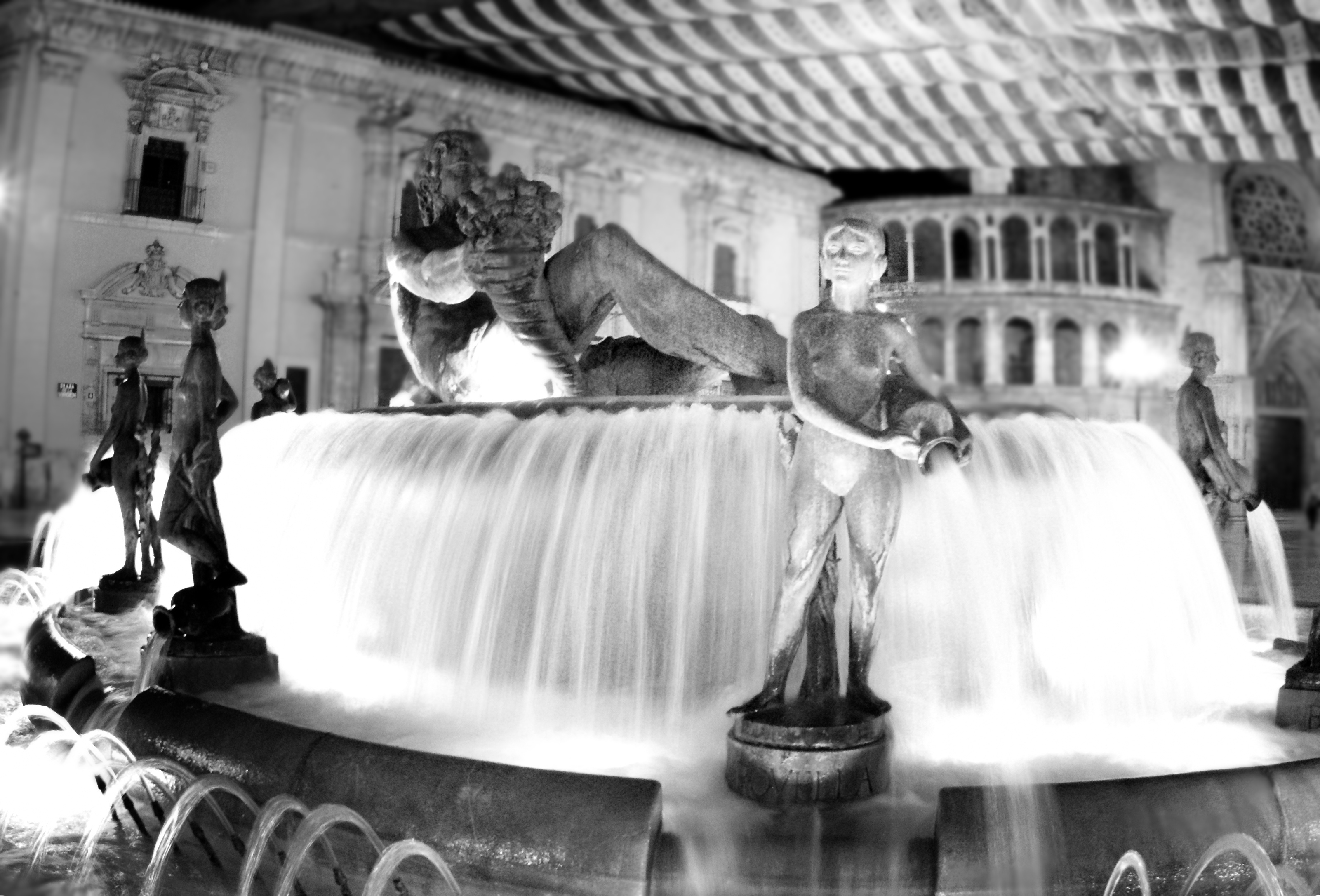

在广场的北半部分，与水法庭相连的是图里亚喷泉（Fuente del Turia）。中央的雕像代表图里亚河，八个裸体女性人物代表从这条河引出的主要灌溉渠道。喷泉是由曼努埃尔·西尔维斯特·蒙特西诺斯（Manuel Silvestre Montesinos）创作的，于1976年落成。
广场的几个入口分别是：
- 北侧：纳维洛斯街（calle de Navellos） ，贝尼卡尔洛宫（Palacio de Benicarló），是瓦伦西亚法院所在地。连接图里亚河，现在是图里亚花园（Jardín del Turia）。
- 南侧：米盖莱街（calle del Miguelete），毗邻主教座堂，将圣母广场与王后广场连接起来。
- 西侧：卡巴列罗斯街（Calle Caballeros），当地贵族的原居住地，与托萨尔广场（Plaza del Tossal）相连。
- 东侧：圣母咏经席广场（Plaza de los Coros de la Virgen），与阿尔穆丁街（calle del Almudín）相连，那里有古代的阿尔穆丁（almudín），今天是阿尔穆丁博物馆（Museo del Almudín）。

## 历史

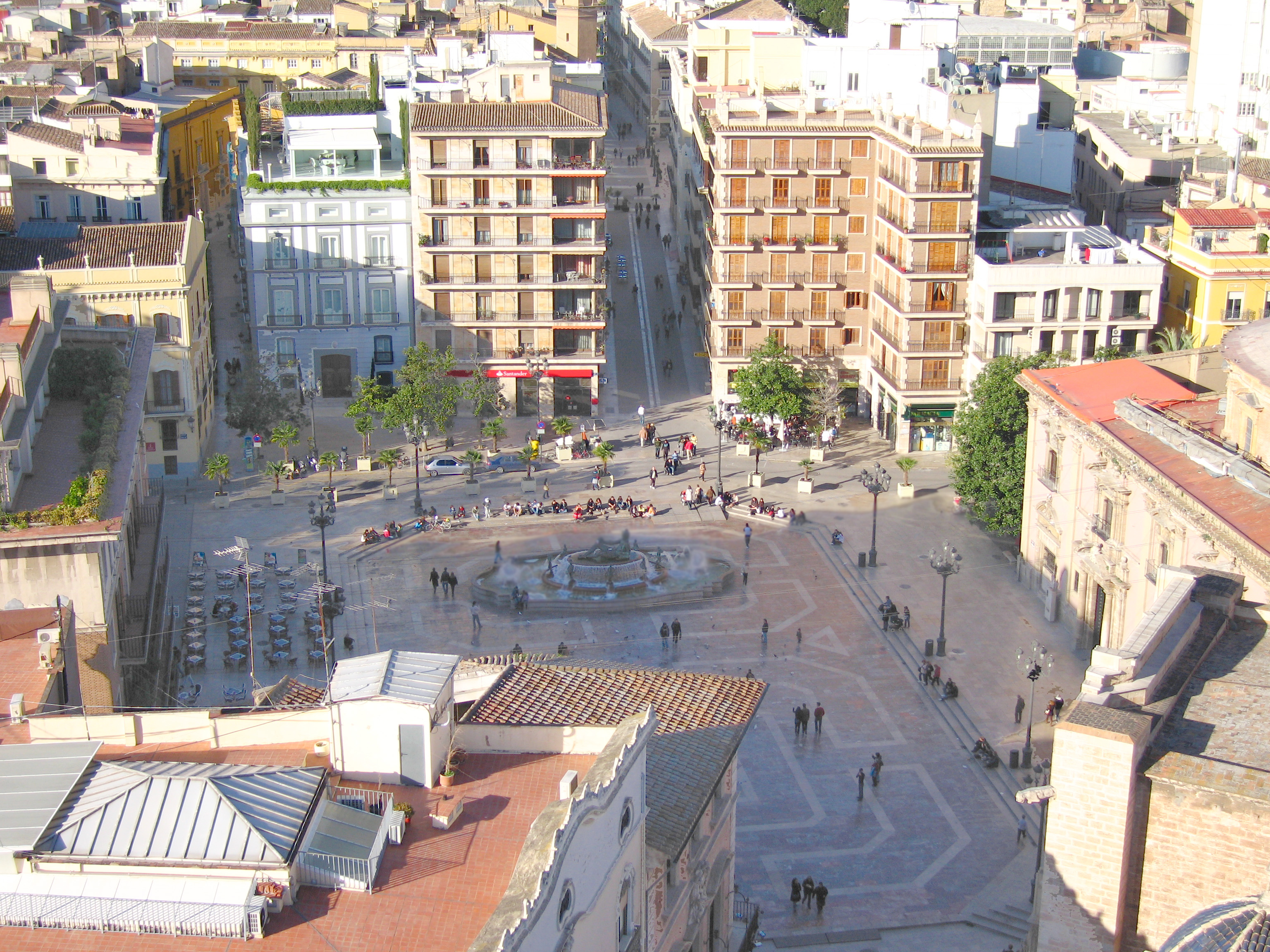

圣母广场的起源可以追溯到罗马时代，位于罗马城市的纵横两条主要道路的交汇处：东西走向的卡多（Cardo），大致对应于现在的圣文森特烈士街（calle de San Vicente Mártir）；东西走向的德库马努斯，对应于后来的骑士街（calle de Caballeros）。

## 亮点
广场是城市生活的重要中心，有许多值得注意的活动：

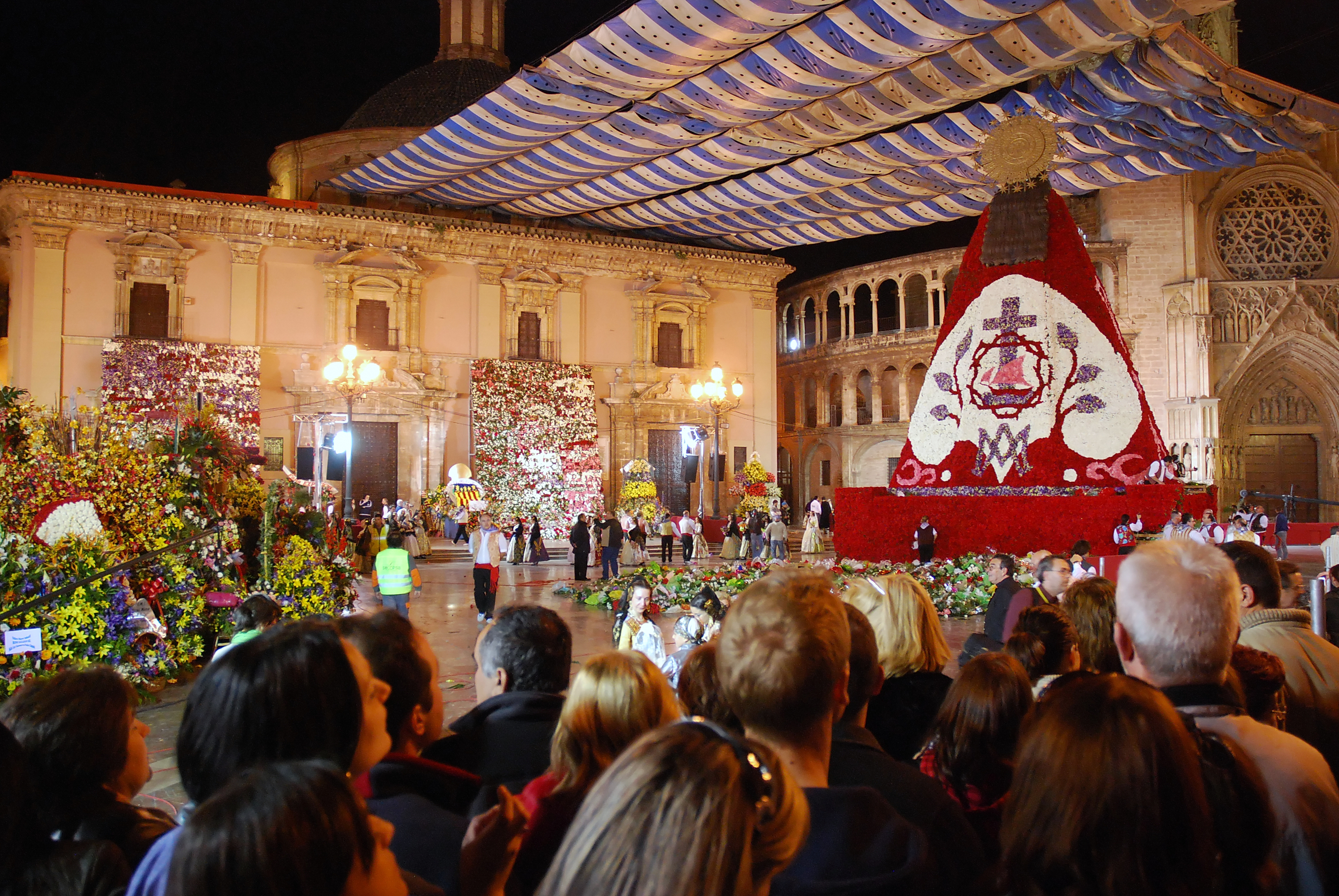